# Rancho Colorado, Chihuahua
Rancho Colorado är en ort i Mexiko.   Den ligger i kommunen Bachíniva och delstaten Chihuahua, i den nordvästra delen av landet, 1 300 km nordväst om huvudstaden Mexico City. Rancho Colorado ligger 1 993 meter över havet och antalet invånare är 255.
Terrängen runt Rancho Colorado är platt åt nordost, men åt sydväst är den kuperad. Runt Rancho Colorado är det mycket glesbefolkat, med 6 invånare per kvadratkilometer. Närmaste större samhälle är Bachiniva, 11,4 km sydost om Rancho Colorado. Trakten runt Rancho Colorado består i huvudsak av gräsmarker.